# Otto Michaelis (Fußballspieler)
Otto Michaelis (* 30. März 1887 in Karlsruhe; † 13. März 1934 ebenda) war ein deutscher Fußballspieler. Der Torhüter gewann 1909 mit seinem Verein FC Phönix Karlsruhe die Deutsche Meisterschaft.

## Karriere
Michaelis, den alle „Micha“ oder „Michal“ genannt hatten, gehörte dem Karlsruher FC Phönix an. In der Endrunde um die Süddeutsche Meisterschaft 1908/09 ersetzte er vor dem entscheidenden Rückspiel beim 1. FC Nürnberg den bisherigen Stammtorhüter Lehne; mit dem 4:3-Sieg wurde er mit der Mannschaft Süddeutscher Meister. Durch diesen Erfolg war er mit seiner Mannschaft als Teilnehmer an der Endrunde um die Deutsche Meisterschaft qualifiziert. Er bestritt alle drei Endrundenspiele: Am 2. Mai 1909 in Duisburg beim 5:0-Viertelfinalsieg über den München-Gladbacher FC 94, nachdem er auch am 23. Mai in Frankfurt am Main beim 9:1-Sieg im Halbfinale über den SC Erfurt 1895 das Tor gehütet hatte, erreichte er das Finale. Das am 30. Mai in Breslau ausgetragene Finale wurde mit 4:2 gegen den BTuFC Viktoria 89 gewonnen. Die Berliner waren mit ihren Nationalspielern Paul Fischer, Willi Knesebeck, Paul Hunder, Otto Dumke, Willi Worpitzky und Helmut Röpnack als Favoriten in das Finale gegangen. Phönix konnte mit Robert Neumaier, Karl Wegele, Otto Reiser, Emil Oberle und Spielführer Arthur Beier dagegenhalten.
Nach dem Endspiel wurde im DFB-Jahrbuch festgehalten: „Der kleine Karlsruher Torwächter ist ein Muster von Ruhe und Besonnenheit, und dieser verdankte Phönix den Sieg.“ Im „Rasensport“ wurde angeführt: „Beim Sieger waren Michaelis im Tor, der mehrfach im letzten Moment rettete, sowie die Außenstürmer, von diesen besonders Oberle, allererste Klasse, die übrigen gleichmäßig gut.“

## Erfolge
- Deutscher Meister 1909
- Süddeutscher Meister 1909

## Sonstiges
Nach der Meisterschaft war Michaelis berufsbedingt nach Braunschweig verzogen; er hatte dort beim Finanzamt eine Stelle angetreten. Er verstarb 1934 im Städtischen Klinikum in Karlsruhe an den Folgen einer als Soldat im Ersten Weltkrieg erlittenen Kriegsverletzung; an der Front hatte er einen beidseitigen Lungendurchschuss erlitten, von dem er sich nie mehr erholte.